# Drammenshallen
Drammenshallen er en idrætshal, som ligger på Strømsø og Marienlyst i Drammen i Norge. Drammenshallen blev indviet i 1977 og er Drammens største idrætshal og ud over at være hjemmebane for Drammen Håndballklubb bruges den af en række andre idrætsklubber og foreninger. 
Drammenshallen benyttes også årligt til Drammensmessen. 
Hallen blev tidligere også brugt som koncerthal. Paul McCartney startede sin verdensturne der i 1988, og både Kiss (1980 og 1984), Neil Young (1982), Queen i (1982), ZZ Top (1985) og Paul Simon har spillet koncerter der.
Hallen var et af spillestederne ved EM i håndbold 2008.